# NGC 1330
NGC 1330 est groupe d'étoiles situé dans la constellation de la Persée. L'astronome français Édouard Stephan a observé la position de ce groupe d'étoiles le 13 octobre 1869, mais cette observation n'a pas été publiée. Le 13 octobre 1869, il a de nouveau observé ce groupe d'étoiles et cette observation a été inscrite au New General Catalogue sous la désignation NGC 1330.
Selon la base de données Simbad et LEDA, NGC 1330 est la galaxie CGCC 541-014. Il s'agit fort probablement d'une erreur.

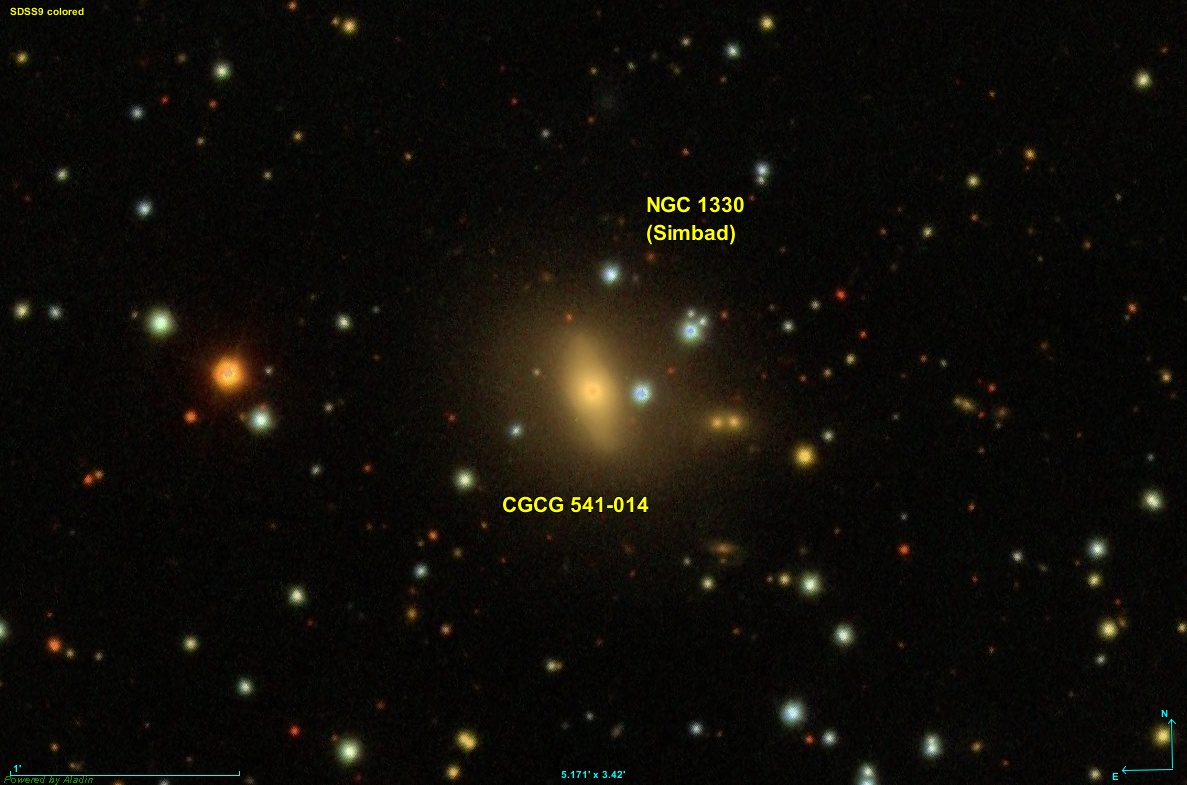
NGC 1330, la galaxie CGCC 541-014 selon Simbad et LEDA.